# Museo de las Peregrinaciones y de Santiago
El Museo de las Peregrinaciones y de Santiago es un conjunto museístico creado en Santiago de Compostela en 1951 y dedicado al hecho cultural de la peregrinación, en el contexto del Camino de Santiago, la catedral y el fenómeno jacobeo de la tumba del apóstol Santiago el Mayor. Fue declarado Bien de Interés Cultural en 1985.
Apenas activo hasta 1996, en 2012 amplió sus instalaciones, hasta entonces limitadas al espacio de la Casa Gótica, integrando en su conjunto el antiguo edificio del Banco de España en la plaza de Platerías y la Casa del Cabildo. En noviembre de 2015, abrió al público la sede de las Platerías, en un inmueble que albergó el antiguo Banco de España, remodelado por el Consorcio de Santiago con proyecto de Manuel Gallego Jorreto.

## Historia
La institución original fue creada a finales de 1951 con el nombre de Museo de Santiago y de las Peregrinaciones, y por iniciativa de  Manuel Chamoso Lamas, con el objetivo de albergar los restos arqueológicos y otros elementos relacionados con Santiago de Compostela y la peregrinación jacobea. Se instaló en la Casa Gótica, en el número 4 de la Rúa de San Miguel dos Agros, también conocida como Casa do Rei Don Pedro, así llamada por su estilo arquitectónico poco frecuente en los edificios civiles de Santiago, construida en el siglo xiv y adquirida por el Concejo para tal fin. En 1963 pasó a la Dirección General de Bellas Artes, que simplificó su denominación como Museo de las Peregrinaciones, abriéndose al público dentro de las celebraciones del año jacobeo en 1965, y volviéndose a clausurar su espacio hasta 1976, con la celebración jacobea de ese año. En 1982 quedó al cuidado de la Junta de Galicia, aunque siete años después no sería incluido oficialmente en su lista de competencias, al estar catalogado como museo nacional. Finalmente le fue transferido en 1995, que supuso la definitiva apertura al público a partir de febrero de 1996. En 2007 se publicó la normativa legal del museo con el nuevo nombre de Museo das Peregrinacións e de Santiago.
Las deficiencias de la Casa Gótica como espacio museístico moderno se suplieron en parte con la construcción de un edificio de cuatro plantas y el añadido en 1974 de dos salas más y un patio ajardinado. A partir de la década de 1980 se redistribuyeron espacios y dependencias, pero el conjunto continuaba resultando insuficiente para los muchos fondos existentes y el ritmo creciente de adquisiciones. Además, de los 1285 m² de superficie útil solamente se dedicaban a exposiciones 470 m², quedando el resto como oficinas y almacenes. Por fin, en 2006, se ideó la constitución de un modelo de museo “plurinuclear”, formado por la Casa Gótica, la Casa del Cabido y el edificio del Banco de España. Entre los fondos que se han ido reuniendo sobre la cultura de las peregrinaciones y la jacobea en particular pueden citarse por su originalidad los relativos a la música del Camino de Santiago, con reproducciones de los instrumentos musicales que aparecen en el Pórtico de la Gloria, además de numerosas estatuas y grabados del apóstol Santiago en su variada iconografía.

### Casa del Cabildo
Edificio barroco construido en 1759 por Clemente Sarela, y cuya fachada pétrea da a la plaza de Platerías. La construcción, con solo cuatro metros de fondo, consta de tres plantas, se adaptó como espacio museístico en 2011, tras la restauración llevada a cabo por el Consorcio de Santiago.

### Edificio del Banco de España

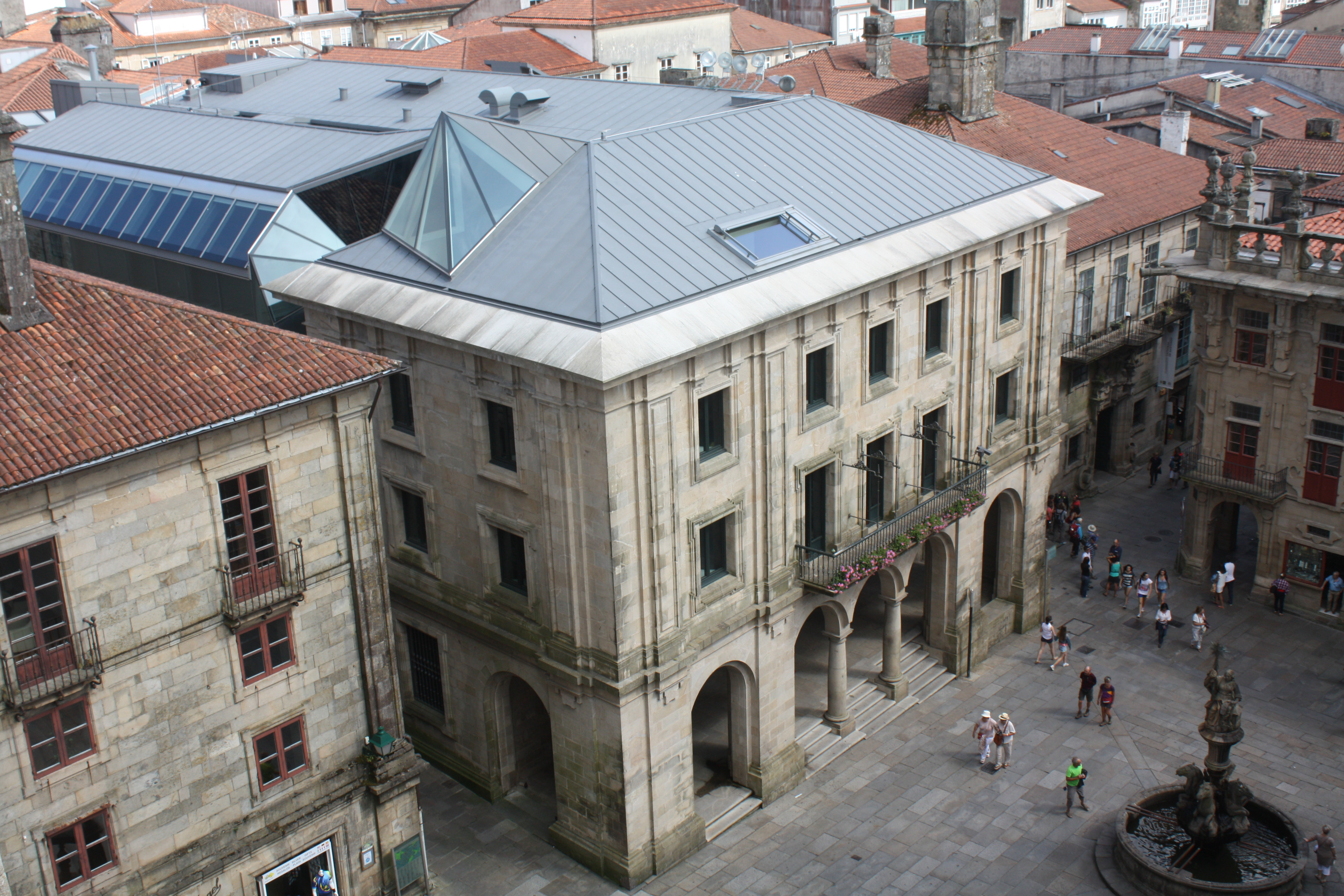
El Museo en el antiguo edificio del Banco de España

Construido en 1949 por Romualdo de Madariaga y abandonado como entidad bancaria en 2004, dos años después se propuso la instalación en él de parte de los fondos y oficinas del Museo, para lo cual fue reformado en 2007 bajo la dirección de Manuel Gallego Jorreto, proyecto que sería premiado en 2010 con la Medalla de Oro de Arquitectura. 
Con una superficie hábil de 3500 m², en julio de 2012 se inauguró un nuevo espacio de exposiciones con la muestra titulada Compostela dicitur. A cidade da catedral, presentando un conjunto de grandes maquetas entre las que podría destacarse la de la catedral de Santiago, hecha en 1992 para el pabellón de Galicia en la Exposición Universal de Sevilla, y otra que reproduce de forma hipotética la villa de Santiago en el siglo xiii.